# Kongahällavägen
Kongahällavägen är en cirka 23 kilometer lång väg i stadsdelarna Torslanda, Lilleby, Björlanda, Säve och Rödbo i Göteborg. Vägen fick sitt namn år 1970 och hette tidigare Kungälvsvägen.
Namnet är den gamla stavningen på kungsgården Kungahälla, beläget ungefär vid Ragnhildsholmen vid Nordre Älv.
Vägen är den äldsta landsvägen på Hisingen, och sträcker sig från Torslanda till Eriksdal, söder om Kungälvs fästning. På sin väg sträcker den sig genom orter som Björlanda och Säve.